# Новозеландско-украинские отношения
Украинско-новозеландские отношения — двусторонние отношения между такими странами, как Украина и Новая Зеландия в различных областях, в том числе в международной политике, экономике, образовании, науке, культуре и других.
Дипломатические отношения Украины с Новой Зеландией были установлены 3 марта 1992 года.
Новая Зеландия отмечает наличие множества контактов с Украиной; обе страны участвуют в Совете Безопасности ООН с 2016 года. Среди общих интересов стран: вопросы разоружения и миротворческие инициативы. Несмотря не ограниченный уровень взаимной торговли, не исключается значительный потенциал развития торгово-экономических отношений, особенно в сегменте сельского хозяйства и информационных технологий.
Более 170 украинцев поселились в Новой Зеландии в конце 1940-х годов. На 2013 год в Новой Зеландии проживает 1350 уроженцев Украины и 672 этнических украинца, имеется несколько украинских ассоциаций, в том числе Объединение украинцев Новой Зеландии («Ukrainian Association of New Zealand») и «Ukrainian Gromada of Wellington».
На высшем уровне встреча лидеров двух стран произошла в сентябре 2016 года в Нью-Йорке: Премьер-министр Новой Зеландии Джон Филлип Ки обсудил ряд вопросов с президентом Украины Петром Порошенко.
21 июля 2020 года президент Украины Владимир Зеленский подписал закон о вводе безвизового режима для граждан Новой Зеландии.